# Palatinol
Palatinol ist ein Handelsname für o-Phthalsäure und Phthalate, die in Deutschland während des Zweiten Weltkrieges als Plastinierungsmittel für Nitrocellulose eingesetzt wurden.
Die Marke wurde bereits am 11. Oktober 1910 ins Markenregister eingetragen. Heute wird der Markenname von BASF für verschiedene Weichmacher auf Phthalat- und Trimellitat-Basis, die hauptsächlich zur Herstellung von Weich-PVC-Artikeln verwendet werden, genutzt.